# Jean Audibert
 (juillet 2018).
Pour les articles homonymes, voir Audibert.
Jean Audibert (1927-1999) est un diplomate français. Il a été ambassadeur de France en Algérie de 1988 à 1992.